# Nowy Staw
Nowy Staw là một thị trấn thuộc huyện Malborski, tỉnh Pomorskie ở bắc Ba Lan. Thị trấn có diện tích 5 km². Đến ngày 1 tháng 1 năm 2011, dân số của thị trấn là 4367 người và mật độ 935 người/km².